# هرهره
هرهره، روستایی از توابع بخش قلقل‌رود شهرستان تویسرکان در استان همدان ایران است.

## جمعیت
این روستا در دهستان کمال رود قرار دارد و براساس سرشماری مرکز آمار ایران در سال ۱۳۹۵، جمعیت آن ۲۴ نفر (۷ خانوار) بوده‌است.